# 陈利众
陈利众（1966年7月—），浙江平湖人，汉族，中华人民共和国政治人物、第十二届全国人民代表大会浙江地区代表。
毕业于浙江省委党校行政管理专业，加入中国共产党。2013年，被选为全国人大代表。
2022年4月，当选为嘉兴市政协主席。